# Фузарій
Фузарій (Fusarium) — великий рід філаментарних аскомікотових грибів (Ascomycota), широко розповсюджених у ґрунті та в асоціації з рослинами.

## Опис

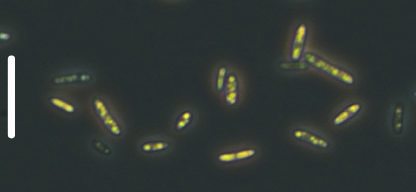
Fusarium brachygibbosum

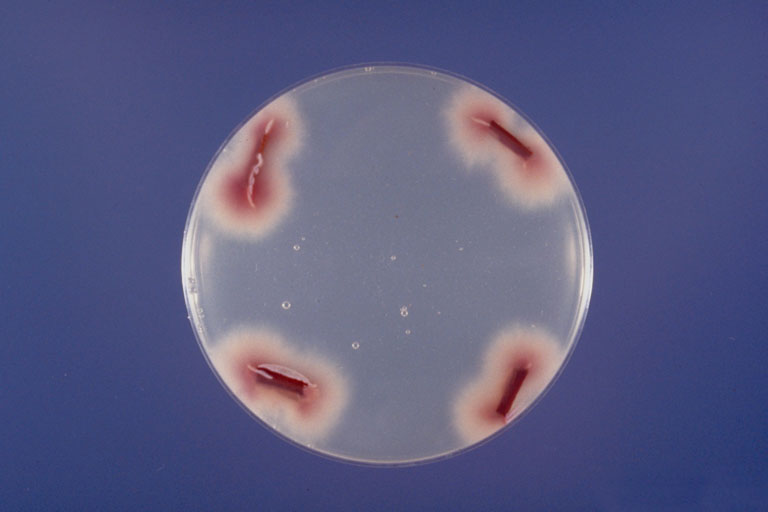
Fusarium oxysporum

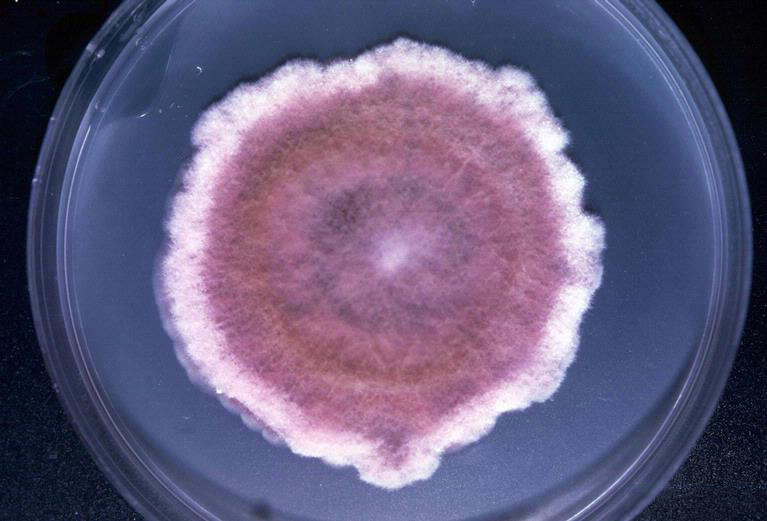
Fusarium poae

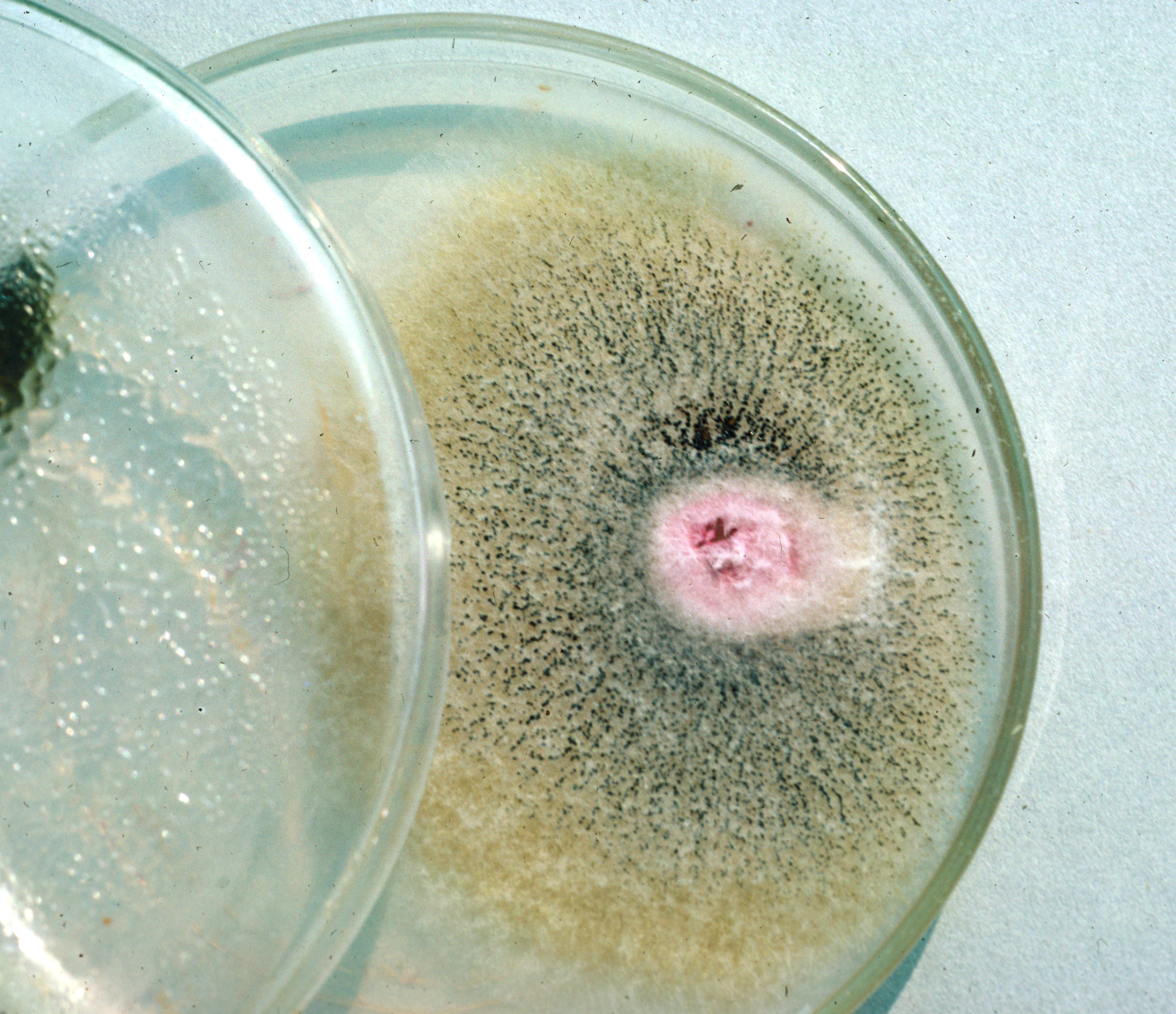
Fusarium subglutinans

Грибниця переважно розвивається в субстраті, іноді — на його поверхні. Розмножується конідіями, хламідоспорами, лише деякі види роду мають сумчасте спороношення. Іноді у фунгаріїв утворюються склероції. Спорофіти.

## Поширення
Поширені по всій земній кулі, крім Антарктиди.

## Значення
Більшість видів є безпечними сапрофітами та відносно поширені серед мікрофлори ґрунту. Багато видів спричинюють у рослин захворювання — фузаріози. Деякі види виробляють мікотоксини (наприклад фумонізіни і трихотецени), зокрема в зернових культурах, і можуть шкідливо впливати на здоров'я людини та інших тварин. Низка видів є паразитами тварин, зокрема комах. Деякі, наприклад F. sporotrichioides, розвиваються на зерні, що перезимувало в полі. При вживанні такого зерна виникає тяжке захворювання — алейкія аліментарно-токсична.

## Види
База даних Species Fungorum станом на 23.10.2019 налічує 288 видів роду Fusarium (докладніше див. Список видів роду фузарій).